# مارومبي
مارومبي بلدية في ولاية بارانا في المنطقة الجنوبية من البرازيل.   